# Efá
Efá foi um dos cinco filhos de Midiã, filho de Abraão, listados no antigo testamento. Os cinco filhos de Midiã foram Efá, Efer, Enoque, Abida e Elda. Eles foram progenitores dos midianitas.

## Outras utilizações

### Geografia
O livro de Isaías, capítulo 60, menciona uma terra de Efá de onde camelos e dromedários iriam a israel. "A multidão de camelos te cobrirá, os dromedários de Midiã e de Efá…". (Isaías 60.6)

### Medida
A palavra hebraica "efa" (איפה) significa uma medida específica de grãos e "medir" em geral.
A medida para cada efa é em torno de 36.4 litros, ou dez ômers, ou cerca de um celemim.